# Comunism creștin
Comunismul creștin este o formă de comunism religios, care pornește de la creștinism. Acest tip de comunism este o teorie teologică și politică în conformitate cu care învățătura dată de Iisus Hristos obligă creștinii să afirme comunismul drept sistem social ideal. Deși nu există un consens unanim asupra momentului în care a fost fondat comunismul creștin, mulți comuniști creștini susțin că, în conformitate cu Biblia, primii creștini, printre care și apostolii au format o mică societate comunistă în anii care au urmat învierii Mântuitorului. Mulți susținători ai comunismului creștin susțin că așa ceva a fost predicat de către Isus și implementat de apostoli, ceea ce alți creștini neagă că așa ar fi fost.
La origine, Liga Comuniștilor, fondată la Londra în 1836 sub numele de Liga Celor Drepți, a fost o organizație comunist-creștină. Karl Marx, membru al acestei organizații, a apostaziat de la caracterul creștin al organizației, transformând-o prin Manifestul comunist într-o organizație cu ideologie materialist-atee.
Probabil cel mai cunoscut principiu al unei societăți comuniste este: De la fiecare după posibilități, fiecăruia după necesități. Sintagma a fost preluată (aproape literal) din Noul Testament. Comunismul are astfel o istorie străveche: după ce a fost propus în Republica lui Platon, el a fost adoptat de apostolii creștinismului, ei întemeind o societate comunistă, obligatorie pentru toți creștinii primari din Israel. Această idee le-a fost dată de Isus. De exemplu, conform mai multor istorici, în creștinismul primar, Anania și Safira au fost pedepsiți cu moartea pentru că nu și-au dat toată averea colectivului. Faptul că apostolii au fondat o societate bazată pe comunism voluntar (un fel de falanster avant la lettre) este confirmat de alți istorici și teologi care nu au fost comuniști.